# Янерос
Янерос (на испански: Bogotá F.C.) е колумбийски футболен отбор от Вилявисенсио, департамент Мета. Създаден е на 20 април 2012 г.

## История
Отборът е създаден след купуването на лиценза на ФК Академия от Богота и преместването му във Вилявисенсио. Така градът отново има професионален футболен отбор след разформироването на Сентаурос Вилявисенсио през 2011 г.